# Râul Cavnic
Râul Cavnic este un curs de apă, în județul Maramureș, afluent al râului Lăpuș.